# Круглая (Нижегородская область)
 Круглая — деревня в Ветлужском районе Нижегородской области. Входит в состав сельского поселения Туранский сельсовет.

## География
Деревня находится в северо-восточной части Нижегородской области на расстоянии приблизительно 26 км по прямой на запад-северо-запад от районного центра города Ветлуга.

## Население
Постоянное население составляло 19 человек (русские 100 %) в 2002 году, 19 в 2010.